# Непалска рупија
Непалска рупија (непалски: रूपैयाँ) је званична валута у Непалу. Скраћеница тј. симбол за рупију је ₨, а међународни код NPR. Рупију издаје Банка Непалa Растра. У 2005. години инфлација је износила 7,8%. Једна рупија састоји се од 100 паиси.
Уведена је 1932. као замена за сребрни мохар по курсу два мохара за једну рупију. Првобитно се рупија звала мохру на непалском. Од 1993. курсно је везан за индијску рупију.
Постоје новчанице у износима 1, 2, 5, 10, 20, 50, 100, 500 и 1000 рупија и кованице од 1, 5, 10, 25 и 50 паиси, као и од 1, 2, 5 и 10 рупија.